# Tecnologia del plasma a induzione
Il 1960 è il periodo incipiente della tecnologia termica al plasma, portata avanti dalla necessità dei programmi aerospaziali. Tra i vari metodi di generazione di plasma termico, il plasma a induzione (o plasma accoppiato induttivamente) occupa un ruolo importante.
Lo sforzo iniziale per mantenere il plasma accoppiato induttivamente a un flusso di gas potrebbe retrospettivamente essere attribuito a Babat nel 1947 e a Reed nel 1961. La fase precedente delle indagini si è concentrata sugli studi fondamentali del meccanismo di accoppiamento di energia e le caratteristiche del flusso, della temperatura e dei campi di concentrazione nella scarica del plasma. Nel 1980, con la crescente domanda di materiali ad alte prestazioni e per altre questioni scientifiche, la gente ha dimostrato un elevato interesse nelle applicazioni della tecnologia del plasma a induzione nella produzione su scala industriale e in altri progetti, come ad esempio nel trattamento dei rifiuti. Numerose ricerche e sviluppi sono stati dedicati a colmare il divario tra i congegni (gadget) di laboratorio e l'integrazione nel settore industriale. Dopo decenni di sforzi, la tecnologia del plasma a induzione ha un saldo punto d'appoggio nella moderna industria avanzata.

## La generazione del plasma a induzione
Il riscaldamento ad induzione è una tecnologia molto matura che ha una storia centenaria. Un pezzo metallico conduttivo, all'interno di una bobina ad alta frequenza, sarà “indotto”, e riscaldato al calor rosso. Non vi è alcuna differenza di principio cardinale per il riscaldamento a induzione o per il “plasma accoppiato induttivamente”, solo che il mezzo per indurre, nel secondo caso, è sostituito dal flusso di gas, e la temperatura ottenuta è estremamente elevata, in quanto sopraggiunge il "quarto stato della materia”: il plasma.

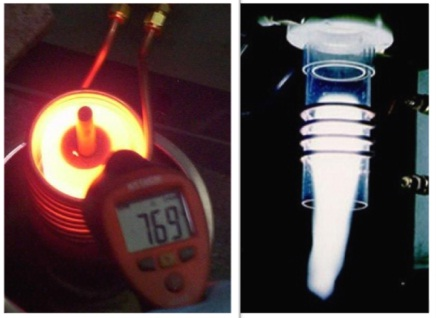
(sinistra) Riscaldamento mediante induzione; (destra) plasma accoppiato induttivamente.

Come mostrato nella figura, la torcia al plasma ad accoppiamento induttivo (ICP, inductively coupled plasma) torcia è essenzialmente una bobina di rame con diversi avvolgimenti, attraverso cui l'acqua di raffreddamento agisce con lo scopo di dissipare il calore prodotto durante l'operazione. La bobina avvolge un tubo di confinamento, all'interno del quale il plasma a induzione viene generato. Una estremità del tubo di confinamento è aperto: il plasma è effettivamente mantenuto in un flusso di gas continuo. Durante l'operazione del plasma a induzione, il generatore fornisce una corrente alternata (AC) di radio frequenza (RF) alla bobina della torcia; questa AC induce un campo magnetico alternativo all'interno della bobina, secondo la legge circuitale di Ampère (per una bobina solenoide):
ΦB=(μ0Icn)(πr02) (1)
dove, ΦB è il flusso del campo magnetico, μ0 è la costante di permeabilità (4π x 10−7 Wb/A.m), Ic la corrente della bobina, n è il numero dei suoi avvolgimenti per unità di lunghezza e r0 è raggio medio degli avvolgimenti della bobina.
Secondo la legge di Faraday, una variazione di flusso del campo magnetico induce una tensione, o forza elettromagnetica:
E=-N(ΔΦB/Δt) (2)
dove, N è il numero di avvolgimenti della bobina, e l'elemento nella parentesi è il tasso di mutamento del flusso. Il plasma è conduttivo (nell'ipotesi di un plasma esistente già nel torcia); questa forza elettromagnetica, E, a sua volta guida una corrente di densità j in cicli (loop) chiusi. La situazione è molto simile al riscaldamento di una barra metallica nella bobina di induzione, essendo trasferita l'energia dal generatore al plasma, dissipata attraverso il riscaldamento Joule, j2R , dalla legge di Ohm, dove R è la resistenza del plasma.
Dal momento che il plasma ha una conduttività elettrica relativamente elevata, è difficile per il campo magnetico alternativo penetrare, soprattutto a frequenze molto alte. Questo fenomeno è di solito descritto come “effetto pelle”. Lo scenario intuitivo è che la corrente indotta che circonda ogni linea magnetica contrasta ogni altra, in modo che una corrente indotta di rete viene ad essere concentrata solo nei pressi della periferia di plasma. Ciò significa che la parte più calda del plasma è fuori asse. Pertanto, il plasma a induzione è qualcosa di simile a un “guscio anulare” (annular shell). Osservando sull'asse del plasma, si presenta come un “bagel” luminoso.

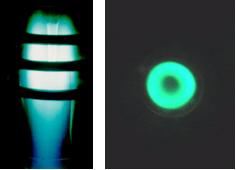
Plasma a induzione, osservato di lato e dall'estremità

In pratica, l'accensione del plasma in condizioni di bassa pressione (<300 torr), è quasi “spontanea”, una volta che la potenza della r.f. imposta nella bobina raggiunge un certo valore di soglia (a seconda della configurazione della torcia, del tasso del flusso di gas, ecc.), lo stato di gas del plasma (di solito argon) transiterà rapidamente dalla scarica-bagliore alla pausa d'arco (arco-break), creando un plasma stabile di induzione. Va da sé che l'adattamento del sistema avrebbe dovuto essere ben sintonizzato in precedenza. Nel caso di ambiente atmosferico, l'ignizione è spesso completata con l'aiuto del cosiddetto TESLA, un dispositivo che produce alta frequenza; le scintille elettriche ad alta tensione, indotte dalla pausa d'arco (arc-break) locale all'interno della torcia attraverso lo stimolo della ionizzazione del gas plasma, stabiliscono infine il plasma stabile.

## Torcia al plasma per induzione

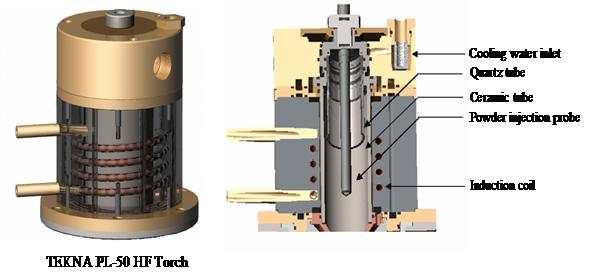
Torcia al plasma a induzione per applicazioni industriali

La torcia al plasma ad induzione è il cuore della tecnologia del plasma a induzione. Nonostante l'esistenza di centinaia di progetti diversi, una torcia al plasma ad induzione è composta essenzialmente di tre componenti:
- bobina. La bobina di induzione è costituita da diversi avvolgimenti a spirale, a seconda delle caratteristiche della fonte di energia di r.f. Elettricamente, è costituita da una parte del circuito del serbatoio, dal diametro della bobina, dal numero di spire e altri parametri, progettati in modo tale da essere alla fine in grado di adattare l'impedenza corretta. Il raffreddamento interno (con acqua deionizzata) è indispensabile, dato che la corrente della bobina può essere molto elevata.
- tubo di confinamento. Questo tubo serve a confinare il plasma. Il tubo di quarzo è l'adozione comune. Il tubo potrebbe essere raffreddato ad aria compressa (<10 kW) o ad acqua. Mentre la trasparenza del tubo di quarzo è richiesta in molte applicazioni di laboratorio (quali la diagnostica a spettro), le proprietà meccaniche e termiche relativamente scarse, in modo particolare, il rischio che le altre parti (ad esempio, l'o-ring) possano essere danneggiate sotto l'intensa radiazione del plasma ad alta temperatura, l'uso del tubo di quarzo viene limitato solo per le torce a bassa potenza (<30 kW). Per le applicazioni industriali del plasma ad alta potenza (30 ~ 250 kW) sono utilizzati tubi in materiale ceramico[3]. Il materiale candidato ideale deve possedere una buona conduttività termica e una resistenza eccellente agli shock termici. Per il momento, il primo ad essere stato scelto è il nitruro di silicio (Si3N4). Per le torce di ancora più grande potenza, viene approntata una gabbia della parete metallica (metal wall cage), ma essa viene compromessa dalla perdita dell'efficienza di accoppiamento e dalla tolleranza della chimica dei gas del plasma.
- distributore di gas. Spesso chiamato "capo della torcia" (torch head), questa parte è responsabile dell'introduzione di diversi flussi di gas nella zona di scarica. In generale, ci sono tre linee di gas che passano per la testa della torcia. Secondo la loro distanza dal centro del cerchio, questi tre flussi di gas sono anche arbitrariamente chiamato Q1, Q2, e Q3.

Q1 è il gas di trasporto che di solito è introdotto nella torcia al plasma attraverso un iniettore al centro della testa della torcia. Come indica il nome, la funzione di Q1 è di convogliare il precursore (polveri o liquido) nel plasma. L'argon è di solito il gas di trasporto, però, molti altri gas reattivi (vale a dire, ossigeno, NH3, CH4, ecc.) sono spesso coinvolti nel gas di trasporto, a seconda della necessità di elaborazione.
Q2 è il plasma che forma il gas, comunemente chiamato “gas centrale” (central gas). Oggi, nel progetto della torcia del plasma ad induzione, è quasi non eccezionale che il gas centrale sia introdotto turbinando nella camera della torcia tangenzialmente. Il flusso vorticoso del gas è mantenuto da un tubo interno che circonda il vortice fino al livello della prima spira della bobina a induzione. Tutti questi concetti di ingegneria mirano a creare il modello di flusso appropriato necessario a garantire la stabilità della scarica di gas nella regione centrale della bobina.
Q3 viene comunemente riferito come “gas guaina” (sheath gas) che è introdotto al di fuori del tubo interno menzionato sopra. Il modello di flusso Q3 può essere sia a vortice che di tipo rettilineo. La funzione del gas guaina è duplice e contribuisce a stabilizzare la scarica del plasma e, ancora in modo più importante, protegge il tubo di confinamento come un mezzo di raffreddamento.
- I gas del plasma e il suo rendimento. La potenza minima per sostenere un plasma ad induzione dipende dalla pressione, frequenza e composizione del gas. La regolazione della potenza minima di sostegno è realizzata con alta frequenza RF, bassa pressione, e gas monoatomico, come l'argon. Una volta che il gas biatomico viene introdotto nel plasma, la potenza di sostegno verrebbe drasticamente aumentata, perché l'energia di dissociazione extra si rende necessaria per rompere in primo luogo i legami molecolari gassosi, favorendo così un'ulteriore eccitazione dello stato del plasma. Le ragioni principali che spingono ad usare gas biatomico nella lavorazione del plasma sono:
  1) ottenere un plasma ad elevato contenuto energetico e la buona conduttività termica (vedi tabella sotto), e 
  2) conformarsi alla chimica di trasformazione.

| Gas  | Gravità specifica | Energia di dissociazione termica (eV) | Energia di ionizzazione (eV) | Conduttività termica (W/m.K) | Entalpia (MJ/mol) |
| ---- | ----------------- | ------------------------------------- | ---------------------------- | ---------------------------- | ----------------- |
| Ar   | 1,380             | non applicabile                       | 15,76                        | 0,644                        | 0,24              |
| He   | 0,138             | non applicabile                       | 24,28                        | 2,453                        | 0,21              |
| H2   | 0,069             | 4,59                                  | 13,69                        | 3,736                        | 0,91              |
| N2   | 0,967             | 9,76                                  | 14,53                        | 1,675                        | 1,49              |
| O2   | 1,105             | 5,17                                  | 13,62                        | 1,370                        | 0,99              |
| Aria | 1,000             | n.a.                                  | n.a.                         | 1,709                        | 1,39              |

In pratica, la selezione dei gas plasma in un processo di plasma ad induzione è prima determinata dalla chimica di trasformazione, vale a dire, se il processo richiede un ambiente riduttivo o ossidativo o di altro tipo. Successivamente può essere selezionato il secondo gas idoeno e aggiungerlo all'argon, in modo da ottenere un migliore trasferimento del calore tra il plasma e i materiali da trattare. Le miscele Ar-He, Ar-H2, Ar-N2, Ar-O2, aria, ecc. sono comunemente molto usate nel plasma a induzione. Dato che la dissipazione di energia nella scarica si svolge essenzialmente nel guscio anulare esterno del plasma, il secondo gas è di solito introdotto insieme alla linea del gas guaina (sheath gas), piuttosto che dalla linea del gas centrale (central gas).

## Le applicazioni industriali della tecnologia del plasma a induzione
Seguendo l'evoluzione della tecnologia del plasma a induzione in laboratorio, sono stati distinti i principali vantaggi del plasma ad induzione:
- L'assenza di preoccupazioni per l'erosione e la contaminazione elettrodica, dovuta al differente meccanismo di generazione del plasma rispetto ad altri metodi al plasma, per esempio, il plasma ad arco di non trasferimento (non-transfer) a corrente continua (dc).
- La possibilità di alimentare i precursori, ovvero, polveri solide o sospensioni o liquidi. Questa caratteristica supera la difficoltà di esporre i materiali all'alta temperatura del plasma, proveniente dalla viscosità ad alta temperatura del plasma.
- A causa del problema non elettrodico, è possibile una vasta selezione di chimica versatile, vale a dire, la torcia potrebbe funzionare sia in condizioni riduttive, o, ossidative, oltre che corrosive. Con questa capacità, la torcia al plasma ad induzione funziona spesso non solo a una temperatura elevata, con una fonte di calore ad alta entalpia, ma anche nei recipienti per la reazione chimica.
- Tempo di permanenza relativamente lungo del precursore nel pennacchio del plasma (da diversi millisecondi fino a centinaia di millisecondi), rispetto al plasma a DC.
- Volume del plasma relativamente grande.

Queste caratteristiche della tecnologia del plasma a induzione hanno trovato applicazioni di nicchia su scala industriale negli ultimi dieci anni. L'applicazione industriale di successo del processo del plasma a induzione dipende in gran parte da molti sostegni fondamentali dell'ingegneria. Ad esempio, il progetto industriale della torcia al plasma, che consente un alto livello di potenza (da 50 a 600 kW) e la lunga durata (tre turni di 8 ore al giorno) del trattamento al plasma. Un altro esempio è la polvere per gli alimentatori che veicolano grandi quantità di precursore solido (da 1 a 30 kg/h) con prestazioni di erogazione affidabili e precise.
Al giorno d'oggi, siamo stati nella condizione di essere in grado di enumerare molti esempi di applicazioni industriali della tecnologia del plasma a induzione, come la sferoidizzazione della polvere, la sintesi di polveri nanometriche, il plasma ad induzione a spruzzo, il trattamento dei rifiuti, ecc. Tuttavia, il successo più impressionante della tecnologia del plasma a induzione è senza dubbio nei campi della sferoidizzazione e della sintesi dei nano-materiali.

### Sferoidizzazione della polvere[8]

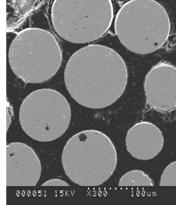
La densa microstruttura delle polveri del carburo di tungsteno fuso sferoidizzato

Il requisito della sferoidizzazione (come pure la densificazione) delle polveri proviene da settori industriali molto diversi, dalla metallurgia delle polveri all'impacchettamento (packaging) elettronico. Parlando in generale, la pressante necessità di un processo industriale per le polveri sferiche è derivata dal cercare almeno uno dei seguenti benefici che derivano dal processo di sferoidizzazione:
1. Migliorare il flusso e la capacità.
2. Aumentare la densità di impacchettamento delle polveri.
3. Eliminare le cavità e le fratture interne della polvere.
4. Cambiare la morfologia della superficie delle particelle.
5. Altro motivo singolare è la riflessione ottica, la purezza chimica, ecc.

La sferoidizzazione è un processo di fusione a volo (in-flight). Il precursore della polvere di forma angolare viene introdotto nel plasma ad induzione e fuso immediatamente alle alte temperature del plasma. Le particelle di polvere vengono ad assumere la forma sferica sotto l'azione della tensione superficiale dello stato liquido. Queste goccioline saranno drasticamente raffreddate quando volano fuori dal pennacchio del plasma, a causa del grande gradiente di temperatura che vi viene eccitato. Le sfere condensate sono così raccolte come prodotti di sferoidizzazione.
Una grande varietà di ceramiche, metalli e leghe metalliche sono stati sferoidizzati/densificati con successo utilizzando la sferoidizzazione del plasma a induzione. Di seguito sono riportati alcuni tipici materiali globulari su scala commerciale.
- Ossidi ceramici: SiO2, ZrO2, YSZ, Al2TiO5, vetro
- Non-ossidi: WC, WC-Co, CaF2, TiN
- Metalli: Re, Ta , Mo, W
- Leghe: Cr-Fe-C, Re-Mo, Re-W

### Sintesi dei nano-materiali
È aumentata la richiesta di nanopolveri che promuovono la ricerca e lo sviluppo di varie tecniche utilizzabili per le particelle nanometriche. La sfida per una tecnologia di applicazione industriale è rappresentata dalla produttività, dalla controllabilità della qualità e dall'accessibilità economica. La tecnologia del plasma a induzione realizza l'evaporazione a volo (in-flight) del precursore, anche di quelle materie prime a un più alto punto di ebollizione, operando ad atmosfere diverse, permettendo la sintesi di una grande varietà di nanopolveri e, quindi, diventando una tecnologia molto più affidabile ed efficiente per la sintesi di nanopolveri sia in laboratorio che su scala industriale. Il plasma a induzione utilizzato per la sintesi delle nanopolveri ha molti vantaggi rispetto alle tecniche alternative, come l'elevata purezza, l'alta flessibilità, la facilità di ingrandire (scale-up), la facilità nell'uso e nel controllo del processo.
Nel processo della nano-sintesi, il materiale viene riscaldato fino all'evaporazione nel plasma ad induzione, ed i vapori vengono successivamente sottoposti ad un raffreddamento molto rapido nella zona di raffreddamento/reazione. I gas d'innesco (quench) possono essere inerti come Ar e N2 o reattivi come CH4 e NH3, a seconda del tipo di nanopolveri da sintetizzare. Le polveri nanometriche prodotte sono di solito raccolte da filtri porosi, installati fuori dalla sezione del reattore al plasma. A causa della elevata reattività di polveri metalliche, particolare attenzione deve essere data alla pacificazione della polvere prima che la sua raccolta venga rimossa dalla sezione di filtrazione del processo.
Il sistema di induzione al plasma è stato utilizzato con successo nella sintesi di nanopolveri. La gamma di dimensioni tipiche della nano-particelle prodotte oscilla dai 20 ai 100 nm, a seconda delle condizioni d'innesco (quench) impiegate. La produttività varia da poche centinaia di g/h a 3~4 kg/h, secondo le proprietà fisiche dei materiali diversi. Un tipico sistema di nano-sintesi del plasma di induzione per applicazioni industriali viene mostrato sotto, comprese le foto di alcuni suoi nano-prodotti.

## Galleria d'immagini

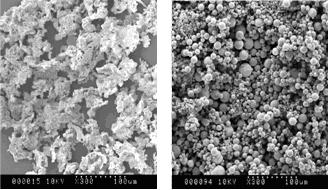
Le polveri di renio intrecciato a scaglie diventano sfere dense separate dopo il processo di sferoidizzazione del plasma a induzione
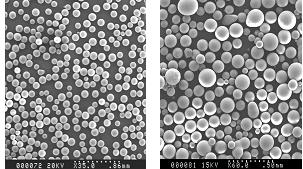
La polvere di SiO2 sferoidizzata tramite il plasma a induzione (air plasma), output 15~20 kg/h
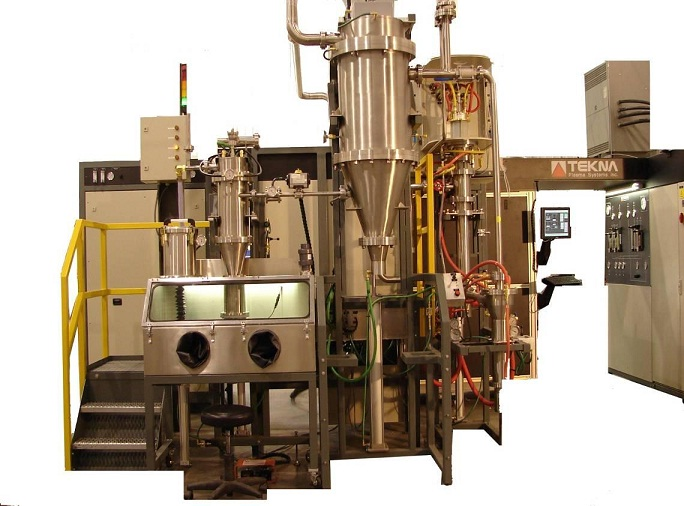
L'installazione del plasma a induzione per la sintesi di nanopolveri
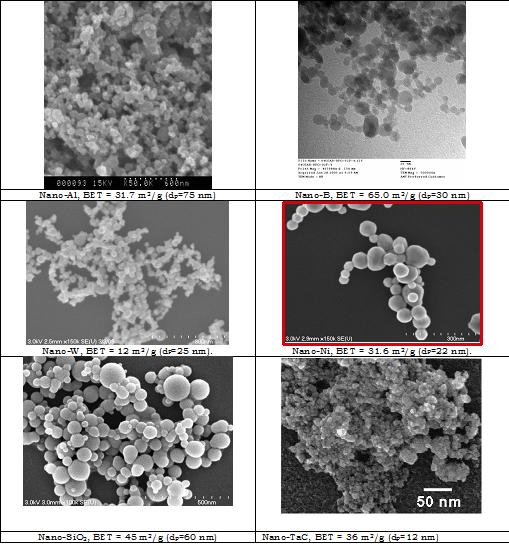
Alcuni campioni di nanoparticelle preparate tramite il processo del plasma a induzione

## Sommario
La tecnologia del plasma a induzione mira principalmente a quei processi di “alto valore aggiuntivo” (adding-high-value). Oltre alla “sferoidizzazione” e alla “sintesi dei nanomateriali”, il trattamento dei rifiuti ad alto rischio, il deposito di materiali refrattari, la sintesi di materiali nobili, ecc. possono essere i prossimi campi industriali per la tecnologia del plasma a induzione.